# Grande città violenta
Grande città violenta è il N.2791 dei romanzi gialli della serie 87º Distretto creata dallo scrittore Ed McBain, stampato dalla Arnoldo Mondadori Editore nella collana Il giallo Mondadori, la cui prima pubblicazione avvenne nel 1999.
In quasi tutti i romanzi di queste saga si ritrova la stessa struttura narrativa imperniata su tre storie che si sviluppano alternativamente per tutto il libro. Uno dei tre filoni narrativi coinvolge sempre i personaggi fissi della serie, in particolar modo il detective Steve Carella e la sua famiglia.

## Trama
In Grande città violenta le storie che si intrecciano sono:
1. Una giovane donna viene trovata uccisa in un parco, si scopre essere una giovane suora con il seno rifatto.
2. Un ladro lascia biscotti al cioccolato come scambio per gli oggetti che sottrae, ma durante un furto, qualcosa va storto.
3. (continuazione della storia interna) L'assassino del padre di Steve Carella, uscito indenne dal processo, pensa di uccidere anche il figlio poliziotto.

Tutte le storie quagliano in base alle premesse.
Da segnalare una comparsa marginale (e pretestuosa) dell'avvocato Matthew Hope, altro personaggio creato da McBain e protagonista di intricate vicende ambientate in Florida e cioè in climi e paesaggi del tutto diversi da quelli di ambientazione dell'87º distretto.

## Edizioni
- Ed McBain, Grande città violenta, collana Il Giallo Mondadori, traduzione di Nicoletta Lamberti, Mondadori, 2002, ISBN 88-04-49033-0.